# Archibald MacLeish
Archibald MacLeish (7. května 1892, Glencoe – 20. dubna 1982, Boston) byl americký básník a dramatik.
Vystudoval literaturu na Yaleově univerzitě a práva na Harvardu. V letech 1923 až 1928 žil ve Francii. V letech 1939-44 pracoval v Knihovně Kongresu. Poté pracoval pro vládu – byl zástupcem ředitele Úřadu pro válečné informace (1942), náměstkem ministra zahraničních věcí (1944-1945), předsedou americké delegace na zakládající konferenci UNESCO (1945). Roku 1949 byl jmenován profesorem rétoriky na Harvardu, kde působil do roku 1962.
Třikrát dostal Pulitzerovu cenu, prvně roku 1932 za sbírku Conquistador, roku 1952 za Sebrané verše a roku 1958 za veršované drama J.B. Za stejné drama získal divadelní cenu Tony. Roku 1953 získal National Book Award. V roce 1957 Bollingenskou cenu. Roku 1977 obdržel Prezidentskou medaili svobody.